# Israel Friedmann

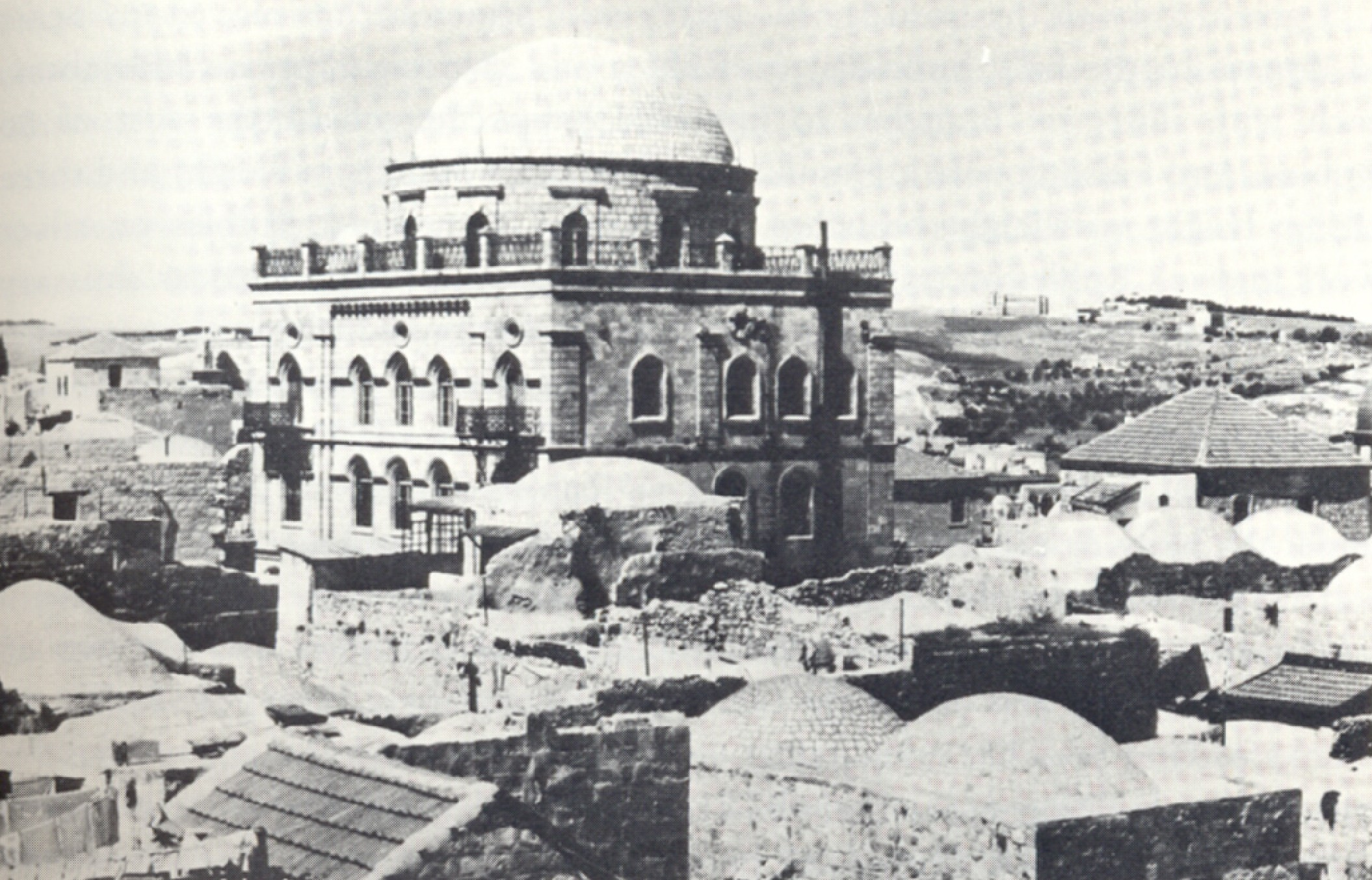
Die Tiferet-Yisrael-Synagoge in Jerusalem wurde nach Rabbi Yisrael Friedmann benannt, der ihren Bau initiierte.

Israel Friedmann von Ruschyn (hebräisch ישראל פרידמאןמרוז'ין; auch Israel Friedmann, Yisroel Friedman von Ruschyn; geboren 1797 in Pohrebyschtsche; gestorben am 27. Septemberjul. / 9. Oktober 1850greg. in Sadagora) war ein chassidischer Rabbiner, der auch als der heyliker rizhiner, „der Heilige von Ruschyn“ bekannt war. Er war der Stammvater mehrerer chassidischer Dynastien, die unter dem Oberbegriff Ruschyn/Ruzhin zusammengefasst werden.

## Leben
Als Sohn von Rabbi Sholom Shachne von Pohrebyschtsche, und Enkel von Rabbi Avraham HaMalach, stammte Friedmann direkt von Rabbi Dow Bär ab, dem Maggid von Mesritsch, der ein Schüler Israel ben Eliesers war.
Als er sechs Jahre alt war, starb sein Vater und er kam zu seinem älteren Bruder, dem Rabbi Abraham von Pohrebyschtsche. Mit sieben Jahren wurde er mit Sarah, der Tochter des Rabbi Moshe von Berdytschiw verlobt. Im Alter von 13 Jahren heiratete er sie und zog nach Botoșani, Moldawien. Drei Jahre später starb sein Bruder Avrohom und der junge Israel wurde sein Nachfolger als Führer der Chassiden. Nachdem er zuerst zurück nach Pohrebyschtsche und dann nach Skwyra gezogen war, siedelte er sich schließlich in Ruschyn an, wo er den Ruf eines heiligen Mannes genoss und tausende von Anhängern anlockte.
Rabbi Israel von Ruschyn führte einen königlichen Hof, da er seine Abstammung bis auf die Linie König Davids zurückführte. Er lebte sehr prunkvoll und umgab sich mit einer Menge Luxus, wie einer Kutsche aus Silber, die von vier Pferden gezogen wurde. Dadurch geriet er in Konflikt mit den Chassiden aus Zans und ihrem Rabbiner Chaim Halberstam, der sich durch einen bescheidenen Lebensstil auszeichnete.
1838 wurde er der Mittäterschaft am Tod zweier Juden angeklagt, die im Verdacht der Spionage standen, und von den russischen Behörden für zwei Jahre inhaftiert.
Nach seiner Freilassung entzog er sich der weiteren Verfolgung durch die Behörden. Er flüchtete zunächst nach Chișinău, Iași und in andere Orte, bevor er sich schließlich 1842 in Sadagora niederließ. Dort stellte er seinen Hof in aller Pracht wieder her. 1847 starb seine Frau und er heiratete Malka, die Witwe des Rabbi Hersh von Rimanov. Kurz vor seinem Tod 1850 verfügte er die Errichtung einer neuen Synagoge mit 1000 Plätzen. Im Oktober 1850 starb Israel Friedmann und wurde in Sadagora begraben. Die Synagoge wurde 1881 fertig gestellt.
Sadagora blieb auch nach Friedmanns Tod ein wichtiges Zentrum des Chassidismus. Seine sechs Söhne begründeten alle eine chassidische Dynastie, darunter die Sadigura, Boyan, Chortkov, Husyatin und Bohush.
Seit den 1990er Jahren wurde Friedmanns Grab zu einer Pilgerstätte chassidischer Juden. Die Prunksynagoge, die er erbauen ließ, war als Ruine erhalten geblieben. Sie wurde restauriert und 2016 wieder eröffnet.